# 조세평등주의
조세평등주의는 모든 국민은 조세와 관련하여 평등하게 취급되어야 하며, 조세부담은 국민의 조세부담능력에 따라 공평하게 배분되어야 한다는 원칙을 말한다.
합리적 이유없이 특정의 납세의무자를 과세상 불리하게 차별하거나 우대하여서는 아니되며, 개인의 경제적 급부능력에 상응하여 공정하고 평등하게 조세부담이 배분될 것을 요구하는 원칙이다.
정의의 이념에 따라 경제적 부담능력이 동일한 것은 같게, 경제적 부담능력이 상이한 것은 다르게 과세함으로써 조세법의 입법과정이나 집행과정에서 조세정의를 실현하려는 원칙이라고 할 수 있다.
조세평등주의는 자의의 금지 및 응능부담의 원칙을 그 주된 내용으로 한다.
국가는 조세입법을 함에 있어서 조세의 부담이 공평하게 국민들 사이에 배분되도록 법을 제정하여야 할 뿐만 아니라, 조세법의 해석⋅적용에 있어서도 모든 국민을 평등하게 취급하여야 할 의무를 진다.
과세는 개인의 경제적 급부능력을 고려한 것이어야 하고, 동일한 담세능력자에 대하여는 원칙적으로 평등한 과세가 있어야 한다.
또 나아가 특정의 납세의무자를 불리하게 차별하는 것이 금지될 뿐만 아니라 불리적이유 없이 특별한 이익을 주는 것도 허용되지 아니한다.
왜냐하면 조세란 공공경비를 국민에게 강제적으로 배분하는 것으로서 납세의무자 상호간에는 조세의 전과관계가 있으므로, 특정인이나 특정계층에 대하여 정당한 이유 없이 면세⋅감세 등의 조세우대조치를 하는 것은 다른 납세자에게 그만큼 과중과세를 하는 결과가 되기 때문이다.

## 같이 보기
- 조세
- 조세법률주의
- 죄형법정주의